# マインハイム
マインハイム (ドイツ語: Meinheim) は、ドイツ連邦共和国バイエルン州ミッテルフランケン行政管区のヴァイセンブルク＝グンツェンハウゼン郡に属す町村（以下、本項では便宜上「町」と記述する）である。同名の首邑は町の行政の中心であるとともに、この町が属すアルトミュールタール行政共同体の本部所在地でもある。

## 地理

### 位置
この町は西ミッテルフランケン地方のアルトミュールタールに位置する。フレンキシェ・アルプの連山ハーネンカムの麓にあたる。アルトミュール川がこの町の東の町境をなしている。西に数kmに位置するデュレンベルクの麓で湧出したマインハイマー・ミュールバッハ川がマインハイム地区を流れている。西の町はヴォルフスブロンナー・ミュールバッハ川によって隔てられている。町内を州道2230号線が通っている。町は大部分が草地や野原の開けた土地にあり、辺縁部の山地だけに森が存在する。町域にはゲルバー・ベルク、ゲマインデベルク、ガイスベルクの張り出し部がある。南西にはシュタイネルネ・リネ・バイ・ヴォルフスブロン自然保護区があり、オーバーヴァイラーのシュタイネルネ・リネやヴォルフスブロン南西のリムストーンのある川筋とともにジオトープに指定されている。

### 隣接する町村
マインハイムは、北はディッテンハイム、東はアレスハイム、南はマルクト・ベロルツハイム、西はハイデンハイムと境を接している。

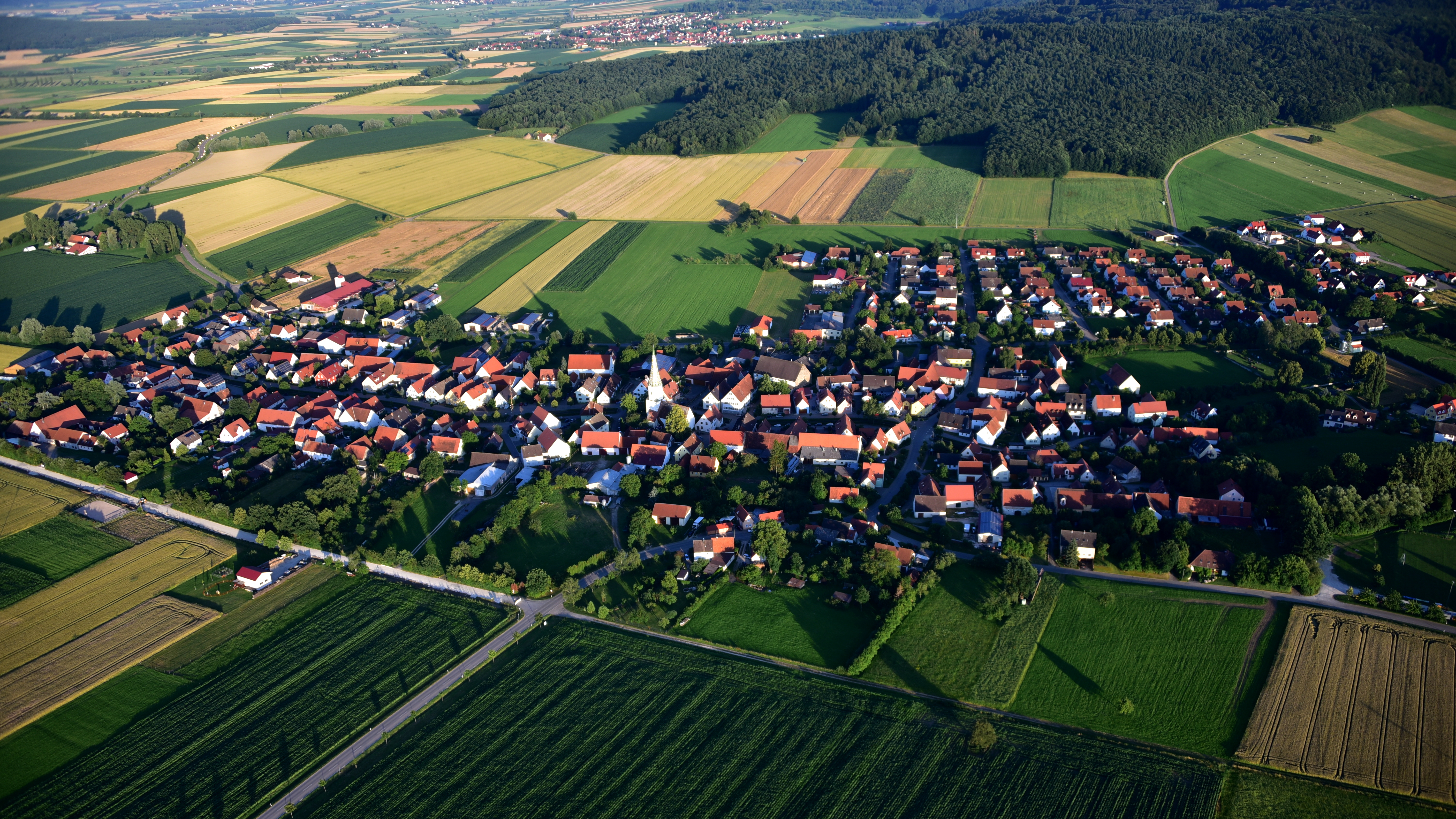
マインハイム

### 自治体の構成
この町は9つのゲマインデタイル（小地区）で構成されている。
| - バイアーラインスミューレ - ブローゼンミューレ（オーベーレ） - ブローゼンミューレ（ウンテーレ） - クルツェンアルテンハイム - マインハイム | - オーバーヴァイラー - パピーアミューレ - ゼグミューレ - ヴォルフスブロン |

## 歴史

### 自治体の成立まで
青銅器時代およびハルシュタット文化時代の出土品が、先史時代の集落の存在を物語っている。マインハイムは1154年に初めて文献に記録されている。アンスバッハ辺境伯が14世紀から15世紀にトロイヒトリンゲン領主家やホルツィンゲン領主家の所領を獲得していった。現在ミッテルフランケンに属しているこの集落は1792年にプロイセンが獲得したアンスバッハ侯領に属しており、1500年からフランケン帝国クライスの一部であった。この町はアンスバッハ侯領の一部として、1806年のパリ条約に従ってバイエルン王国領となった。1818年の自治体令によって政治上の自治体が成立した。

### 町村合併
バイエルン州の地域再編に伴い、1972年10月1日にヴォルフスブロンとそのゲマインデタイルがこの町に合併した。クルツェンアルテンハイムは1978年5月1日にこれに加わった。

## 住民

### 人口推移
マインハイムは、ヴァイセンブルク＝グンツェンハウゼン郡で2番目に人口の少ない自治体である。
- 1961年: 908 人[5]
- 1970年: 876 人[5]
- 1987年: 788 人
- 1991年: 809 人
- 1995年: 832 人
- 2000年: 892 人
- 2005年: 879 人
- 2010年: 851 人
- 2015年: 842 人[6]
- 2020年: 839 人[6]

## 行政

### 紋章
図柄: 赤地に下縁から現れる銀色のマインハイムの教会塔。その両側に金のシナノキの葉。
この紋章は1959年から用いられている。

## 文化と見所

### 建築
- マインハイムの町並み

### ジオトープ

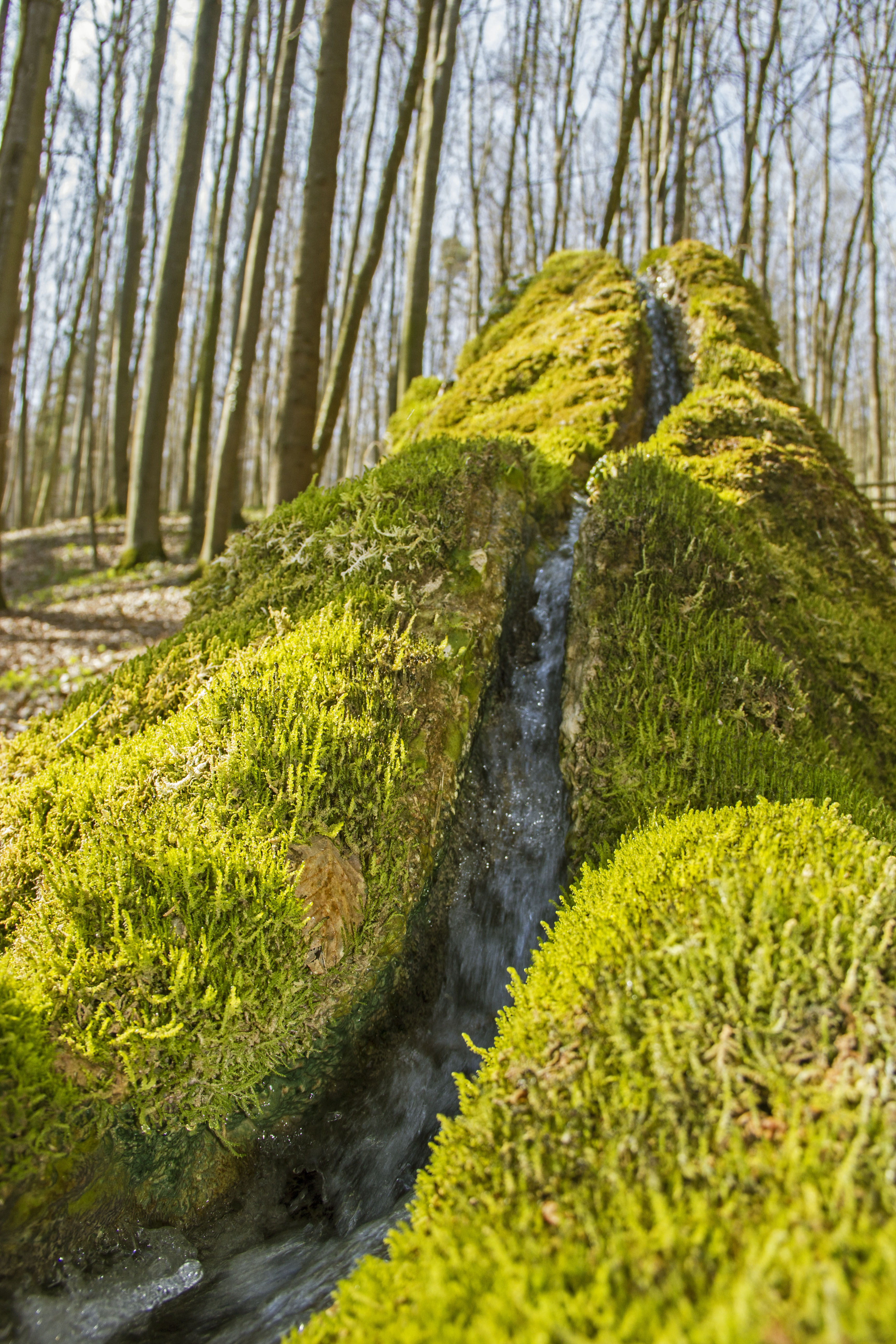
シュタイネルネ・リネ・バイ・ヴォルフスブロン

町内には3つの登録されたジオトープがある。
- シュタイネルネ・リネ・バイ・ヴォルフスブロン (577R002)。自然保護区にも指定されている。
- オーバーヴァイラー南東のシュタイネルネ・リネ (577R006)。
- ヴォルフスブロン南西のリムストーンのある川筋 (577R017)。

## 経済と社会資本
公式統計によれば、2020年にこの町で働く社会保険支払い義務のある就労者は119人、このうち製造業に6人、商業および交通業分野17人が従事している。この町に住む社会保険支払い義務のある就労者は合計331人であった。2016年現在、30件の農家があり、農業用地の面積は1,086ヘクタールであった。このうち、824ヘクタールが耕作地、262ヘクタールが牧草地などの緑地であった。

### 教育
- 幼稚園: 2021年現在、定員45人、在籍幼児数43人[11]
- 基礎課程学校: マルクト・ベロルツハイム＝ディッテンハイム＝マインハイム学校連合の1年生と2年生[12]。

### 交通
北東部をグンツェンハウゼンからトロイヒトリンゲンへ向かう州道2230号線とヴォルフスブロンへ向かう郡道WUG34号線が通っている。1.5 km 東を鉄道ヴュルツブルク - トロイヒトリンゲン線が通っている。

## 関連図書
- Johann Kaspar Bundschuh (1801). “Meinheim”. Geographisches Statistisch-Topographisches Lexikon von Franken. Band 3: I–Ne. Ulm: Verlag der Stettinischen Buchhandlung. pp. 484–485 2022年5月15日閲覧。
- Gottfried Stieber (1761). “Meinheim”. Historische und topographische Nachricht von dem Fürstenthum Brandenburg-Onolzbach. Schwabach: Johann Jacob Enderes. pp. 584–585 2022年5月15日閲覧。